# Anton Günther II. (Schwarzburg)
Anton Günther II. von Schwarzburg-Sondershausen zu Arnstadt (* 10. Oktober 1653 in Sondershausen; † 20. Dezember 1716 in Arnstadt) war Graf und seit 1697 Fürst von Schwarzburg, Graf von Hohnstein, Herr von Sondershausen, Arnstadt und Leutenberg.

## Leben
Anton Günther war ein Sohn des Grafen Anton Günther I. von Schwarzburg-Sondershausen und dessen Frau Maria Magdalena, geborene Pfalzgräfin zu Birkenfeld. Im Jahr 1666 trat er gemeinsam mit seinem älteren Bruder Christian Wilhelm die Nachfolge seines Vaters an, teilte mit diesem aber das Land 1681, wobei Anton Günther die Ämter Ebeleben, Schernberg, Keula und Arnstadt erhielt und damit eine neue Nebenlinie gründete. 1697 wurden die Brüder in den Reichsfürstenstand erhoben, Anton Günther machte jedoch erst seit 1709 von diesem Titel Gebrauch. Die Aufnahme in den Reichsfürstenrat erfolgte erst 1754. Das kurfürstliche und herzogliche Haus Sachsen bewirkte diese Verzögerung.
Anton Günther ließ sein Residenzschloss in Arnstadt tiefgreifend umgestalten; er gilt als großer Förderer der Musik und war ein begeisterter Sammler von Antiquitäten und Kunstgegenständen. Der Fürst berief den damals 17-jährigen Johann Sebastian Bach zu seinem Organisten nach Arnstadt, welches sich unter der Herrschaft Anton Günthers zu einem bedeutenden kulturellen Zentrum entwickelte.
Seit 1684 war er mit Auguste Dorothea (1666–1751), Tochter des Herzog Anton Ulrich von Braunschweig-Wolfenbüttel verheiratet. Die Ehe blieb kinderlos und nach dem Tod Anton Günthers fiel Arnstadt wieder an seinen Bruder Christian Wilhelm von Schwarzburg-Sondershausen zurück.